# Sophia Rosoff
Sophia Rosoff (26 januari 1921 – 22 november 2017) was een Amerikaanse pianiste en docente.

## Biografie
Ze was samen met Joseph Prostakoff co-redacteur van de herdrukte verzameling geschriften van Abby Whiteside. Haar leerlingen waren onder meer de jazzpianisten Brad Mehldau, Jeremy Siskind, Fred Hersch, Barry Harris, Ethan Iverson, Benoit Delbecq, Angelica Sanchez en Aaron Parks.

## Overlijden
Sophia Rosoff overleed in november 2017 op 96-jarige leeftijd.